# Tefilin
Tefilin (hebrejsko תפילין [tfiˈlin]) ali (napačno) filakterije, so garnitura majhnih usnjenih škatlic s pergamentnimi zvitki, na katerih so citati iz Tore. Nosijo jih odrasli verni Judje (v številnih skupnostih samo moški) pri jutranjih molitvah konec tedna.
Tefilin je množinska oblika samostalnika tefila. Izraz se lahko uporablja tudi v edninski obliki. Ročni tefilin (šel jad) se priveže na nadlaket z jermenom, ki so ovije okoli podlakti, dlani in prstov. Naglavni tefilin (šel roš) se priveže na glavo tik nad čelo. Zapovedi iz Tore naj bi služile kot znamenje in spomin na to, da je bog odpeljal otroke Izraela iz Egipta.
Pisna besedila, povezana s tefilinom, so nejasna. Eno od njih (Devteronomij 11:18) na primer pravi:
Vtisnite si te moje besede v srce in v dušo, privežite si jih za znamenje na roko in naj vam bodo za čelni nakit med očmi,
vendar ne pove, kaj je treba privezati na roko, »čelni nakit med očmi« (totafot) pa sploh ni jasen. V Talmudu, avtoritativnem ustnem izročilu rabinskega judovstva, sta predmeta, ki se privezujeta na roko in čelo, in njuna oblika točno določena.

## Biblijski viri
Obveznost nošenja tefilina je v ustni Tori omenjena na štirih mestih, dvakrat v Eksodusu:
- Naj ti bo za znamenje na tvoji roki in za spomin med tvojimi očmi, zato da bo Gospodova postava v tvojih ustih! Kajti z močno roko te je GOSPOD izpeljal iz Egipta.

— Eksodus 13:9
- In naj ti bo za znamenje na tvoji roki in za čelni nakit med tvojimi očmi, da nas je Gospod z močno roko izpeljal iz Egipta.

— Eksodus 13:16
in dvakrat v Devteronomiju:
- Priveži si jih za znamenje na roko in naj ti bodo za čelni nakit med očmi!

— Devteronomij 6:8
- Vtisnite si te moje besede v srce in v dušo, privežite si jih za znamenje na roko in naj vam bodo za čelni nakit med očmi.

— Devteronomij 11:18

## Etimologija
Izvor hebrejskega izraza tefilin je nezanesljiv. V Bibliji izraza tefilin ni. Namesto njega se uporablja izraz ṭoṭafot. V Septuaginti izrazu  totafot ustreza izraz ἀσαλευτόν [asaleftón], kar pomeni nekaj nepremakljivega. Talmud v Sanhedrinu 4b razlaga, da je totafot sestavljenka iz dveh tujk: tot pomeni dva v jeziku kaspi, fot pa pomeni dva v jeziku afriki. Totafot torej pomeni dva in dva, kar ustreza štirim predelkom čelnega tefilina.
Menahem Ben Saruk razlaga, da beseda izhaja iz hebrejskih besed Ve'hateif in Tatifoo, ki obe pomenita govor: ko nekdo zagleda tefilin, ga spodbudi k spominjanju in govorjenju o izhodu Izraelcev iz Egipta.
Prvi besedili, ki omenjata tefilin sta Targumim in Pešita. Kasneje se je izraz uporabljal tudi v drugih talmudskih besedilih, čeprav je bil izraz tetofah še v rabi in je pomenil načelek.
Izraz tefilin bi lahko izhajal iz aramejskega izraza palal, ki pomeni prositi ali moliti. Beseda je tesno povezana s hebrejskim tefillah – molilec.
Jakob Ben Asher (14. stoletje) je domneval, da izraz tefilin izvira iz hebrejskega pelilah – pravica, pričanje, ker tefilin deluje kot znamenje in dokaz božje prisotnosti med judovskim ljudstvom.
Izraz filakterije izhaja iz starogrškega φυλακτήριον [phylacterion], ki pomeni obramba, v kasnejši grščini pa amuleti ali čari. Izraz se je prvič uporabil v grški Novi zavezi (Matej 23:5) in se kasneje razširil na vse evropske jezike. Izbira grškega ekvivalenta filakterije za hebrejski tefilin kaže, da je bil sprva nekakšen amulet. Drug grški izraz za amulet je  periapta ali periammata, ki v dobesednjem prevodu pomenita »stvari, ki se privežejo okoli«, analogno s hebrejskim izrazom qame‘a, ki izhaja iz korena קמע, ki pomeni povezati.

## Namen
Tefilin naj bi služil kot opomin na božje posredovanje v času izhoda Judov iz Egipta. Mojzes Majmonid podrobno razlaga svetost tefilina in pravi:  »Dokler je tefilin na glavi in rokah človeka, je skromen in bogaboječ in ga ne bo pretentala vljudnost ali prazno govorjenje in ne bo imel zlobnih misli, ampak bo vse svoje misli posvetil resnici in pravičnosti.« Sefer ha-Hinuh (14. stoletje) meni, da pomaga obvladovati človekove posvetne želje in spodbuja duhovni razvoj. Joseph Karo (16. stoletje) razlaga, da je tefilin, ki je privezan na roki, blizu srca, tisti na čelu pa blizu možganov. Oba skupaj kažeta, da sta ta pomembna človekova organa voljna služiti bogu.
Mnogo vernikov želi skladno s Hiddur Mitzvah imeti zelo kakovostne tefiline in lepe vrečke za njhovo shranjevanje. Judovska saga razlaga: »Ali je mogoče, da človeštvo pripomore k slavi svojega Stvarnika? Kaj to resnično pomeni: slavil ga bom na način, kako opravljam mitzvot. Pred njim bom pripravil čudovit lulav, čudovito sukko, lepe roke (cicit) in lepe filakterije (tefilin).«
Mnogo učenjaki meni, da ima tefilin tudi apotropejsko funkcijo. Jehudah B. Cohn na primer trdi, da bi bilo treba tefilin razumeti kot izumljen običaj, s katerim so z izvirnim judovskim (amuletom) poskusili preprečiti popularnost grških amuletov. Joshua Trachtenberg je že pred njim zapisal, da je vsak okras, ki se nosi na telesu, ne glede na njegovo deklarirano funkcijo, prvotno služil kot amulet.
Bolj ali manj eksplicitne apotropejske lastnosti tefilina omenjajo že zgodnji rabinski viri. Versko besedilo Bamidbar Rabbah, ki razlaga vsebino Četrte Mojzesove knjige (Numeri), v verzu 12: 3 omenja, da je »tefilin sposoben človeka obraniti pred tisoč demoni, ki se pojavljajo na levi strani«. Rabina Johonan in Nahman sta tefilin nosila za obrambo pred demoni iz svoje okolice, Elišo Krilatega, ki je skromno izpolnjeval vse božje zapovedi, pa je tefilin čudežno rešil pred rimskim preganjanjen. Nekateri verjamejo, da tefilin tudi podaljšuje življenje, in se zato pogosto uvršča med predmete, ki se po svoji naravi štejejo za amulete.

## Izdelava in vsebina
Postopek izdelave in škatlice in pergamentnega zvitka je predpisan z več sto podrobnimi pravili. V zgodnjem talmudskem obdobju je imel tefilin obliko valja ali kocke, kasneje pa se je valjasta oblika opustila. Sodobni tefilini so izdelani iz enega samega kosa ustrojene ali neustrojene živalske kože v različnih kakovostih. Najbolj osnovni, imenovali pešutim (enostaven), so izdelani iz več kosov pergamenta. Bolj kakovostna tefilina, imenovana dakkot (tanek), ki je izdelan z raztezanjem, in bolj trajen gassot (debel) sta iz usnja. Črni jermeni za privezovanje so usnjeni. Na obeh straneh čelnega tefilina je vtisnjena hebrejska črka (ש‬), ki ima na nosilčevi levi strani štiri krake namesto treh. Vozel jermena čelnega tefilina ima obliko črke dalet (ד‬) ali dvojne dalet. Slednji se imenuje tudi kvadratni vozel. Vozel nadlaktnega tefilina ima obliko črke jud (י‬). Črke kot celota se berejo šaddai  (י‬ד‬ש‬), ki je eno od imen boga.

### Pergamentni zvitki
Na pergamentnih zvitkih v usnjeni škatlici tefilina so napisani omenjeni štirje verzi iz Eskodusa in Devteronomija. V nadlaktnem tefilinu je velik predelek z vsemi štirimi verzi, napisanimi na enem samem kosu pergamenta. Na čelnem tefilinu je vsak verz napisan na svojem kosu pergamenta. Zvitki so štirih ločenih predelkih. Vzrok za razliko je ta, da so verzi v nadlaktnem tefilinu pisani v ednini (sign), trije od štirih verzov v čelnem tefilinu pa v množini (totafot).
Besedilo je napisano s posebnim črnilom (klaf) v hebrejski pisavi ašuri in treh glavnih slogih črk: Beis Yosef, ki so ga uporabljali predvsem Aškenazi, arizal, ki so ga uporabljali Hasidimi, in veliš, ki so ga uporabljali Sefardi. Besedilo vsebuje 3.188 črk. Pisar (sofer) za pisanje potrebuje 10-15 ur časa.
Med razlagalci Talmuda so še vedno tehtne razprave o tem, kateri zvitek spada v kateri predelek čelnega tefilina. V srednjem veku sta bila glavna razpravljavca Raši in njegov vnuk Rabbeinu Tam. Raši je zagovarjal mnenje, da morajo biti razvrščeni v zaporedju, v katerem se pojavljajo v Tori: Kade Li, Ve-haja Ki Jeviehha, Šema in Ve-haja Im Šemoa, medtem ko je Rabbeinu Tam položaja zadnjih dveh zvitkov zamenjal. V tefilinih, odkritih v Kumranu in njegovi okolici, so zvitki razvrščeni po obeh zaporedjih. Enako je tudi v sodobnih tefilinih.

## Obveznosti in spol
Obveza nošenja tefilina velja za moške, starejše od trinajst let. Za ženske obveznost ne velja, čeprav so jim nekateri stari kodeksi to dovoljevali. Mojzes Isserles (16 stoletje) je ženske strogo odvračal od nošenja tefilina. V srednjeveški Franciji in Nemčiji so nekatere ženske tefilin kljub temu nosile. Tefilin naj bi nosili na primer Rašijevi hčerki, žena Haima Ibn Attarja in hasidska rebejka, znana kot Ludimirska nevesta.
V sodobnem svetu nekatere ženske nosijo tefilin. V ortodoksnem judovstvu ostaja v domeni moških, v egalitarnih gibanjih pa lahko ženska nošenje privzame kot obvezo. Ženske, ki pripadajo konzervativnim krogom, nosijo tefilin. Od leta 2013 je v SAR High School v Riverdaleu, New York, ZDA, dovoljeno deklicam nošenje tefilina med jutranjo molitvijo. Šola je verjetno prva v ZDA, ki je uvedla takšno dovoljenje. Nošenje tefilina Žensk zahodnega zidu je povzročilo ogorčenje rabinov, okrožno sodišče pa je leta 2013 kljub temu sprejelo sklep, da nošenje ne pomeni kršenja lokalnih običajev.
Za žalujoče na prvi dan svojega žalovanja in ženine na poročni dan nošenje tefilina ni obvezno. Neobvezno je tudi za bolnike z želodčnimi težavami in tiste, ki jih nekaj tako boli, da se ne morejo osredotočiti na molitev,  tiste, ki preučujejo zakone, pisarje tefilinov, trgovce s tefilini in mezuzami in vse med opravljanjem neodložljivega dela.
Zakoni imajo zapoved nošenja tefilina za pomembno in štejejo vse tiste, ki ga zanemarjajo, za prestopnike. Maimonid ima nošenje čelnega in nadlaktnega tefilina za dve ločeni pozitivni zapovedi. Talmud citira Rav Šešeta, ki pravi, da se z zanemarjanjem navodil krši kar osem pozitivnih zapovedi. Mojzes iz Couchyja poroča o širokem nespoštovanju zapovedi v Španiji v 13. stoletju, ki je bilo morda posledica strahu pred preganjanjem, podobno kot v Izraelu pod rimsko oblastjo v 2. stoletju.

## Nošenje
Tefilin se je prvotno nosil cel dan, ponoči pa ne. Zdaj se običajno nosi samo med jutranjimi obredi konec tedna. Nekateri posamezniki ga še vedno nosijo cel dan. Ne nosi se ob sobotah in verskih praznikih, ker so ti sveti dnevi že sami po sebi sveti in je nošenje tefilina odveč. Za Hol haMoed, vmesne praznične dneve Pesaha in Sukota, je bilo v zgodnjem halaškem obdobju veliko razprav o tem, ali je treba tefilin nositi ali ne. Tisti, ki so ga prepovedovali, so menili, da imajo vmesni dnevi enak status kot sam praznik, zato je nošenje tefilina odveč. Njihovi nasprotniki vmesnih dni niso šteli za praznik, zato je bilo nošenje tefilina obvezno. Iz spora so nastale tri navade:
- Opustitev nošenja tefilina: to pravilo iz Šulhan Aruha temelji na kabali in Zoharju, ki zagovarjata nenošenje tefilina na Hol haMoed. To stališče zagovarjajo Sefardi in rabin Vilna Gaon (1720-1797), katerega mnenje je na splošno sprejeto v Izraelu.[44]
- Nošenje tefilina brez recitiranja molitev: to mnenje, med drugimi, zagovarjajo tudi Jakob ben Ašer, Mojzes iz Coucyja in David HaLevi Segal. Prednosti tega kompromisa je, da se vernik izogne prekrškom, bodisi da ne nosi tefilina ali da po nepotrebnem moli.[44]
- Nošenje tefilina in pridušeno recitianje molitev: mnenje, ki temelji na Majmonidu (1135/1138-1204), zagovarja Mojzes Isrelles (1530-1572), ki piše, da je takšna splošna praksa med aškenaskimi Judi.[44] To je bilo v njegovem času verjetno res, zdaj pa to ne velja več.[45]

Na postni dan Tiša B'Ava se tefilin zjutraj ne nosi, ker se šteje za okras in simbol lepote, neprimeren za dan žalovanja. Na popoldanski molitvi Minha se kljub temu nosi. Med Judi v Alepu, Sirija, je navada, da si doma nadenejo tefilin in molijo, potem pa ga snamejo in odidejo v sinagogo, da dokončajo molitve.

### Nameščaje
Aškenazi vežejo in odstranjujejo ročni tefilin stoje, večina Sefardov pa sede. Naglavni tefilin vsi vežejo in odstranjujejo stoje. Med opravilom je zapovedana zbranost in prepovedano govorjenje.   Aškenazi pred vezanjem ročnega tefilina izrečejo dva blagoslova: pred vezanjem ročnega tefilina rečejo  »...lehani'ach tefillin« (privezati tefilin), po namestitvi naglavnega tefilina pa »...al mitzvat tefillin« (kot je zapovedano za tefilin). Ko zavežejo naglavne jermene, rečejo »Baruch Shem Kovod...«"  (blagoslovjeno bodi sveto ime). Sefardi blagoslova prev vezanjem naglavnega tefilina ne izrekajo, ker prvi blagoslov zadostuje za oba. Sefardi in številni pripadniki habadskega ortodoksnega gibanja izrekajo blagoslove samo med nameščanjem naglavnega tefilina, če med vezanjem nadlaktnega spregovorijo nekaj, kar nima zveze s tefilinom.
Postopek
Nadlaktni tefilin se priveže na notranjo (Aškenazi) ali zunanjo stran (Sefardi)  golega nadlakta dva prsta nad sklepom, da je med molitvijo usmerjen proti srcu. Desničarji ga privežejo na levo, levičarji pa na desno roko.
Naglavni tefilin se priveže za nadlaktnim tik nad čelom, tako da noben del ne sega pod lasno črto. Plešasti ga privežejo tik nad nekdanjo lasno črto. Vozel je v zatilju. Dva jermena naglavnega tefilina se s črno stranjo navzven napeljeta čez rame. Ostanek jermenov se trikrat ovije okoli srednjega prsta in dlani tako, da dobita obliko črke šin (ש‬, Aškenazi) ali dalet (ד, Sefardi). Odvijanje jermenov poteka po obratnem ‬vrstnem redu.